# Handschrift 163
Hs. 163 is een Latijns manuscript afkomstig uit de 15e eeuw. Het manuscript bestaat uit 3 teksten: Breviloquium Sanctae Scripturae (Bonaventura, ca. 1450-1475), Liber de institutione morum et ordine vitae (Bernhardi) en Tractatulus de vera oboedientia et filiis ejus (Dominicus Trevirensis). Zowel voor als na deze teksten bevinden er in totaal 4 schutbladen. Hs. 163 is afkomstig uit de Paulusabdij te Utrecht en bevindt zich tegenwoordig in de Universiteitsbibliotheek Utrecht. Het manuscript is te citeren als: Universiteitsbibliotheek Utrecht Hs. 163 (4 J 9).

## Omschrijving

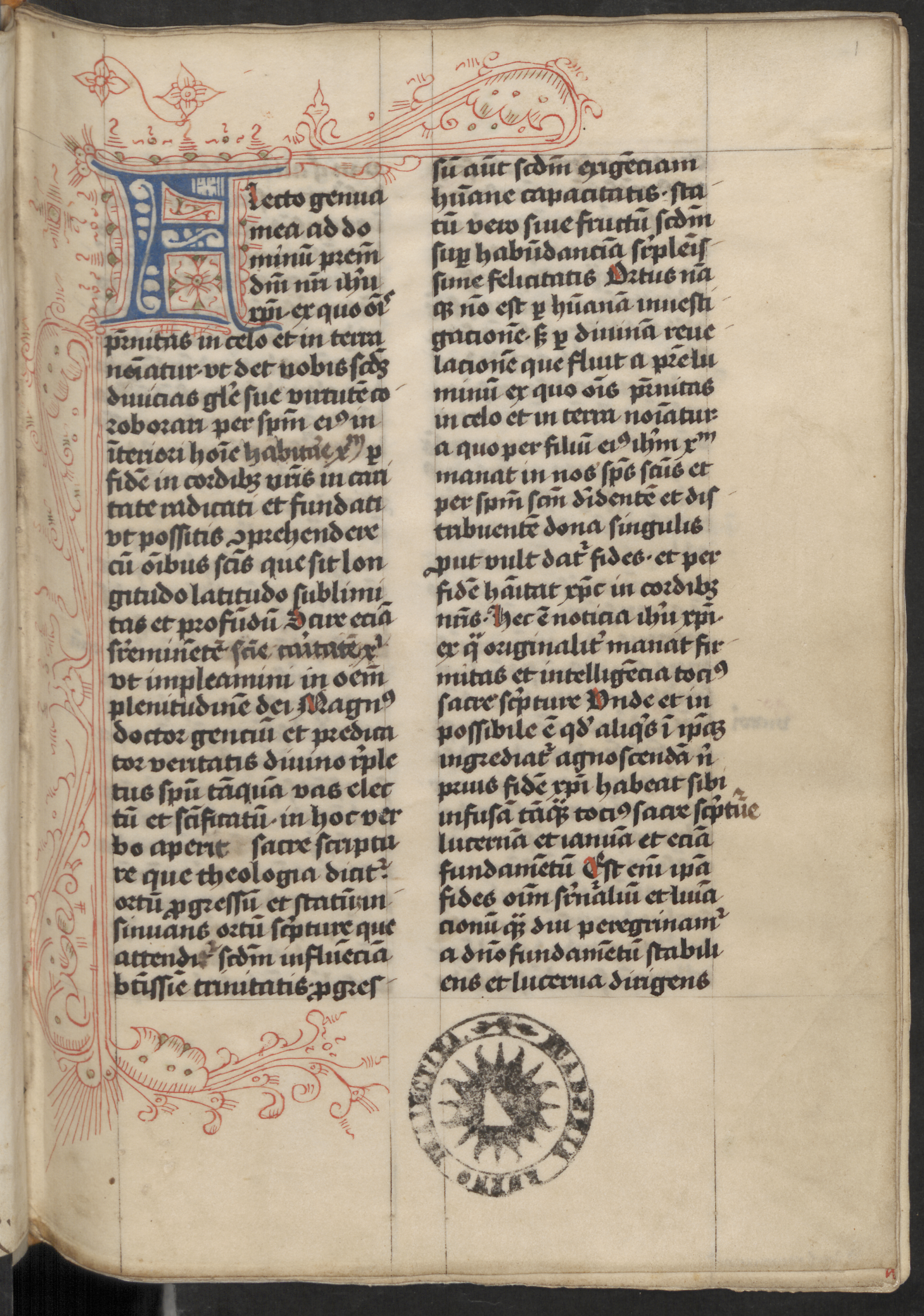
Initiaal 'F' op fol. 1r

In totaal bestaat het boek uit 140 perkamenten bladen (folia) met 4 schutbladen, 2 voor de teksten en 2 erna. De kwaliteit van het perkament verschilt door het boek heen. Zo is het perkament van de bladen 120 tot 140 van mindere kwaliteit dan de voorgaande bladen, deze zijn namelijk dunner, minder ruw en hebben minder gaten. De boekband is bekleed met leer (versierd met een ruitenpatroon) en is in 1963 gerepareerd. Aan de voorkant van de bladen zijn klavieren (tabbladen) te zien, die belangrijke of veelgebruikte delen van het boek aangeven. Deze klavieren zijn gemaakt van perkament en aan de folia geplakt. In totaal zijn er 6 bladen uit het boek gehaald en zit er achter blad 140 een leeg blad, waar al wel hulplijnen op zijn getekend.

## De teksten
Het boek bestaat uit drie teksten, geschreven door drie verschillende schrijvers. Wat de drie teksten in het boek gemeen hebben, is het soort schrift en de taal. Het manuscript is namelijk geheel geschreven in het littera hybrida, een gotische schrijfstijl wat een hybride is tussen de littera cursiva en de littera textualis. Ook is het hele manuscript in het Latijn geschreven. Tekst 1, Breviloquium Sanctae Scripturae, is een zeer overzichtelijke tekst. Dat komt door de eerdergenoemde klavieren en doordat er veel kopteksten en rubrieken tussen de tekst in het rood geschreven zijn, wat een vorm van systematiek laat zien. Er zijn niet veel versierde letters in het boek te vinden, alleen de eerste initaal ‘F’ van tekst 1. Ook dit laat zien dat het waarschijnlijk vooral een boek met praktische doeleinden was. Op 120r is een eigenaardig verschijnsel te zien. Voor dit blad zijn er namelijk vier bladen uitgesneden en bovenaan 120r staat in grote, zwarte letters geschreven dat die bladen leeg waren. Ook lijkt het erop dat de tekst op 120r is beschadigd.

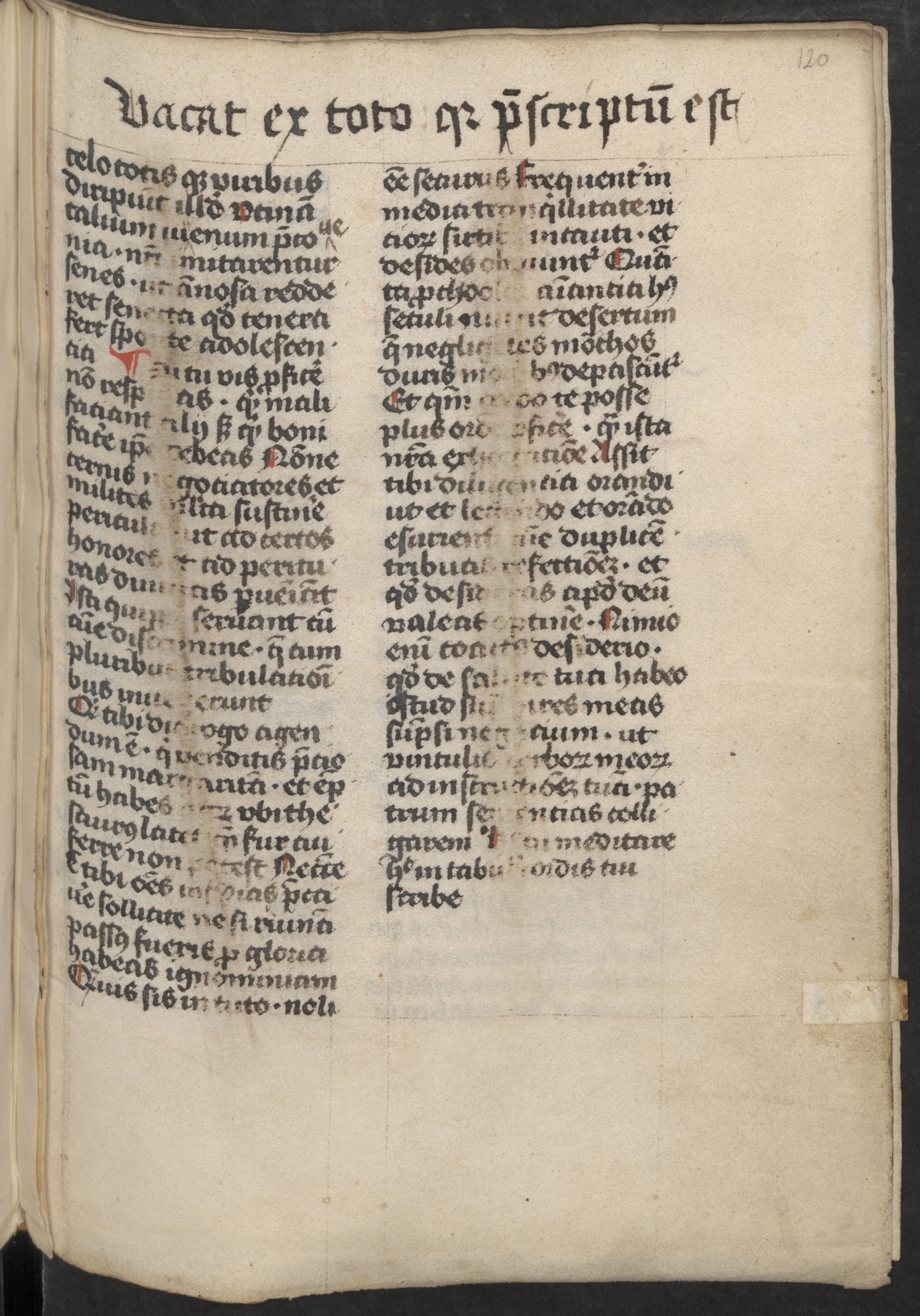
Afbeelding van fol.120r

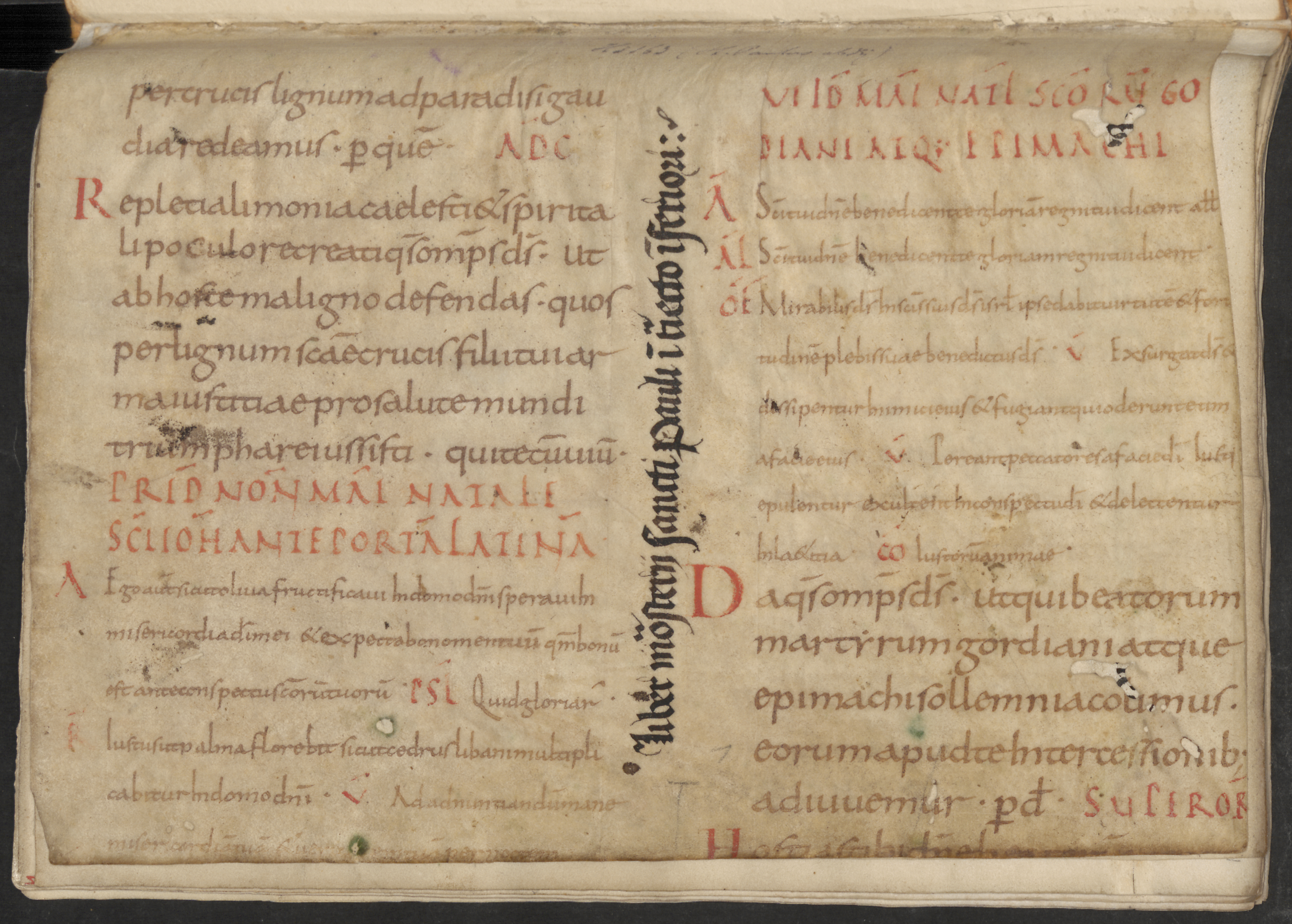
Het sacramentarium op het eerste schutblad

## Het sacramentarium
Voor de eerste tekst begint zijn er twee schutbladen geplaatst. Deze schutbladen vormen samen hoogstwaarschijnlijk het sacramentarium van Odilbald. De schutbladeren zijn samengesteld uit verschillende teksten die gerecycled zijn. De originele teksten komen uit Reims en zijn ca. 880-890 geschreven. In het sacramentarium staan teksten die een priester nodig had voor de eucharistieviering. Het sacramentarium bestaat uit twee bladen van perkament en zijn geschreven in het Latijn, in het Karolingische minuskel. Wat bijzonder is aan dit sacramentarium is het feit dat de gezangen geïntegreerd zijn met de gebeden, dat was namelijk niet gebruikelijk, men zette de gezangen vaak in de marges. Er zijn maar twee voorbeelden uit de 9e eeuw waar de gezangen tussen de gebeden verwerkt zijn in de tekst. De tekst was geschreven in Reims, een van de voornaamste centra waar handschriften vervaardigd werden. Dat betekent dat het sacramentarium voor een persoon met aanzien is geschreven, zoals een (aarts)bisschop. Aangezien het sacramentarium uiteindelijk in Utrecht in de Paulusabdij terecht is gekomen, is het aannemelijk dat het geschreven is voor de toenmalige bisschop van UtrecDigitale facsimile van het handschriftht